# Jonathan Viera
Jonathan Viera Ramos (Las Palmas, 21 de outubro de 1989) é um futebolista profissional espanhol que joga como meia-atacante. Atualmente, joga no Las Palmas.

## Carreira

### Las Palmas
Nascido em Las Palmas, Viera terminou sua carreira juvenil no UD Las Palmas, onde ganhou o apelido Romário. Estreou na equipe B, aparecendo em dez jogos da terceira divisão na temporada 2008–09, quando o time sofreu o rebaixamento. Em 18 de fevereiro de 2010, renovou seu contrato até junho de 2013.
Viera foi definitivamente promovido à equipe principal em 2010, quando a equipe disputava a Liga Adelante. Ele terminou a campanha com 31 partidas (26 como titular) e seis gols, incluindo três na vitória por 5–3 contra o Barcelona B em 15 de maio de 2011, que quase certificou a permanência do Las Palmas na Segunda Divisão.
Em janeiro de 2012, em meio a rumores de uma transferência para o Granada, Viera garantiu que iria ficar no Las Palmas até o final da temporada. Ele terminou como o segundo melhor artilheiro do elenco com nove gols, um a menos que Vitolo.

### Valencia
Em 6 de maio de 2012, um mês antes do fim da temporada no Las Palmas, Viera assinou com o Valencia por cinco anos, por 2 milhões e meio de euros. Ele fez sua estreia oficial contra o Barcelona, jogando 13 minutos na derrota por 1–0.
Viera marcou seu primeiro gol em 29 de setembro de 2012, fechando o placar na vitória por 2–0 sobre o Real Zaragoza. Em 30 de agosto do ano seguinte, ele foi emprestado ao Rayo Vallecano por empréstimo sem opção de compra.

### Standard de Liège
Em 1 de setembro de 2014, foi contratado pelo Standard de Liège. No entanto, só apareceu em sete jogos de competições, marcando na derrota por 2–1 para o Feyenoord na fase de grupos da Liga Europa.

### Retorno ao Las Palmas
Em 14 de janeiro de 2015, Viera foi emprestado ao Las Palmas até junho. Ele contribuiu com sete gols em 21 partidas, e sua equipe voltou para a divisão superior depois de uma ausência de 13 anos.
Em 14 de julho de 2015, Viera assinou um contrato permanente de três anos com o Las Palmas por 900 mil euros.

### Beijing Guoan
Em 19 de fevereiro de 2018, Viera assinou um contrato de quatro anos com o Beijing Guoan, por uma taxa de transferência de cerca de 11 milhões de euros. O jogador reconheceu que a transferência "cuidou" de seu futuro, e o Las Palmas manteve uma opção de recompra no futuro. Em 7 de abril de 2019, ele foi nomeado Jogador do Mês da Superliga Chinesa no mês anterior.
Em 28 de abril de 2019, Viera fez o segundo hat-trick de sua carreira marcando três gols na vitória em casa por 4–1 sobre o Dalian Yifang, em partida válida pela Superliga Chinesa. Em agosto, foi emprestado ao Las Palmas até o final do ano.

### Terceira Passagem pelo Las Palmas
Em 23 de agosto de 2021, Viera retornou ao Las Palmas à custo zero, com um contrato de 5 anos.

## Seleção Nacional
Em 18 de março de 2011, Viera foi convocado pela primeira vez para fazer parte da Seleção Espanhola Sub-21, participando do empate com a Bielorrússia em Alcalá de Henares, entrando no minuto 84.
Em outubro de 2017, foi convocado pela primeira vez pela seleção principal para as eliminatórias da Copa do Mundo FIFA de 2018, contra as seleções de Albânia e Israel. Sua estreia foi como titular na segunda partida, no Estádio Teddy Kollek, em Jerusalém.